# Fritzi Frou
Fritzi Frou, eigentlich Frieda Martha Elisabeth Urban, verheiratete Frieda „Fritzi“ Brandeis später Frieda Spielmann (* 22. März 1889 in Berlin; † 17. April 1947 ebenda) war eine deutsche Diseuse, Soubrette und Schauspielerin.

## Leben
Frieda Urban trat bereits als Siebenjährige in Kinderballetts auf. Mit ihren Schwestern tourte sie als The Albion Girls oder als Die vier Bettelkinder durch in- und ausländische Varietés und Kabaretts.
Frieda Urban sang unter ihrem Ehenamen als Fritzi Brandeis und später unter dem Pseudonym Fritzi Frou zu Beginn des 20. Jahrhunderts als Soubrette in Hamburg und Frankfurt am Main. In den 1920er Jahren spielte sie ferner einige Schallplatten ein. Sie trat als Diseuse in den Berliner Kabaretts Schwarzer Kater, Rakete, im Apollo Theater und häufig im Faun in der Friedrichstraße auf, wo auch der Vortragskünstler Emil Spielmann (1888–1957) tätig war. 1932 ging Frieda Brandeis mit Spielmann  eine neue Ehe ein, die 1942 wieder geschieden wurde. Spielmann war mit Beginn des Dritten Reiches als Jude gezwungen, das Land zu verlassen. Er wanderte nach Argentinien aus und starb 1957 in Buenos Aires.
Frieda Spielmann starb 1947 im Alter von 58 Jahren in Berlin an Darmkrebs.

## Diskografie
- Berliner sein genügt!, auf der CD: Berlin, Berlin... No. 2, Berliner Gassenhauer 1906-1955, Edition Berliner Musenkinder, duophon records 2008, EAN: 4012772056334
- Der Klopfgeist, auf der CD: Ramona Zündloch 1921–1933, EBM; EAN: 4012772014631; 2001
- Die Hosen der Jungfrau von Orleans, auf der CD: Ich Lade Sie ein, Fräulein, EBM; EAN: 40127720144332001, 2001
- Heut war ich bei der Frieda, auf der CD: Frivole Lieder – Perlen der Kleinkunst, Membran 224164-311; EAN 4011222241641
- Wissen sie nicht einen Mann vor mir, auf der CD: Frivole Lieder – Perlen der Kleinkunst, Membran 224164-311; EAN 4011222241641

## Hinweise
1. ↑  In verschiedenen Quellen wird hinter Fritzi Frou fälschlich die Schauspielerin Emma Frühling (angeblich: 1875 in Berlin – 1941 oder 1942 in Shanghai; richtig: 1867 in Hamburg – 1936 in Bremen) vermutet. Es ist schwer verständlich, wie eine solche Verwechslung mit der 22 Jahre älteren Frühling, die wiederum mit gänzlich falschen Lebensdaten versehen wird, erfolgen konnte.
2. 1 2  Sterbeurkunde Nr. 2171 vom 18. April 1947, Standesamt Belin-Charlottenburg. In: ancestry.de (kostenpflichtig). Abgerufen am 27. April 2021.
3. ↑  Bear Family Records: Wer war/ist Fritzi Brandeis ? Abgerufen am 27. April 2021.
4. ↑  Heiratsurkunde Nr. 550 vom 27. August 1932, Standesamt Beln X c (mit Hinweis auf Scheidung). In: ancestry.de (kostenpflichtig). Abgerufen am 27. April 2021.
5. ↑  Emil Spielmann. mit Fotos von Emil Spielmann und Fritzi Frou (hier irrtümlich als "Claire Fron" bezeichnet). In: geni.com. Abgerufen am 27. April 2021.

| Personendaten    | Personendaten |
| ---------------- | --- |
| NAME             | Frou, Fritzi |
| ALTERNATIVNAMEN  | Urban, Frieda Martha Elisabeth (Geburtsname); Brandeis, Frieda (Ehename); Brandeis, Fritzi (Künstlername); Spielmann, Frieda (Ehename) |
| KURZBESCHREIBUNG | deutsche Diseuse, Soubrette und Schauspielerin                                                                                         |
| GEBURTSDATUM     | 22. März 1889 |
| GEBURTSORT       | Berlin |
| STERBEDATUM      | 17. April 1947 |
| STERBEORT        | Berlin |